# Talbot Solara
Talbot Solara var en mellanklassmodell som presenterades i april 1980. Modellen byggde tekniskt på Simca 1307 och erbjöds endast i ett utförande som fyradörrars sedan. Den såldes med motorer på mellan 1,4 och 1,6 liters slagvolym. Solara tillverkades i Frankrike, Spanien och Finland och kom att bli den sista personbil som bar varumärket Talbot. Tillverkningen av modellen lades ner 1986.

## Varianter
- LS (1442 cm³ 70 hk)
- GL (1442 cm³ 85 hk),
- GLS (1442 cm³ 85 hk med 5-stegad växellåda)
- SX (1592 cm³ 88 hk)